# Pfarrhaus (Wichmannsburg)

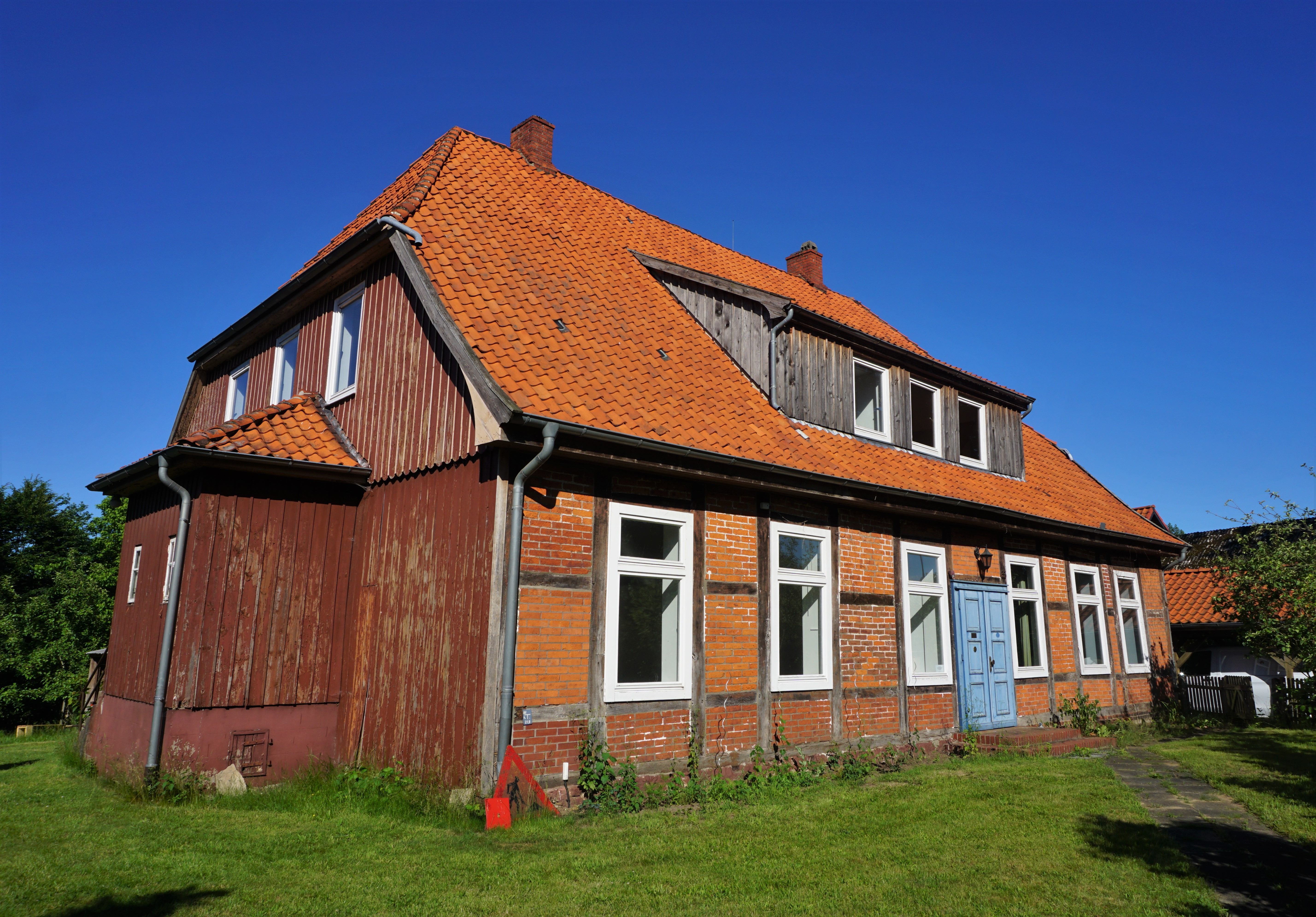
Wichmannsburger Pfarrhaus

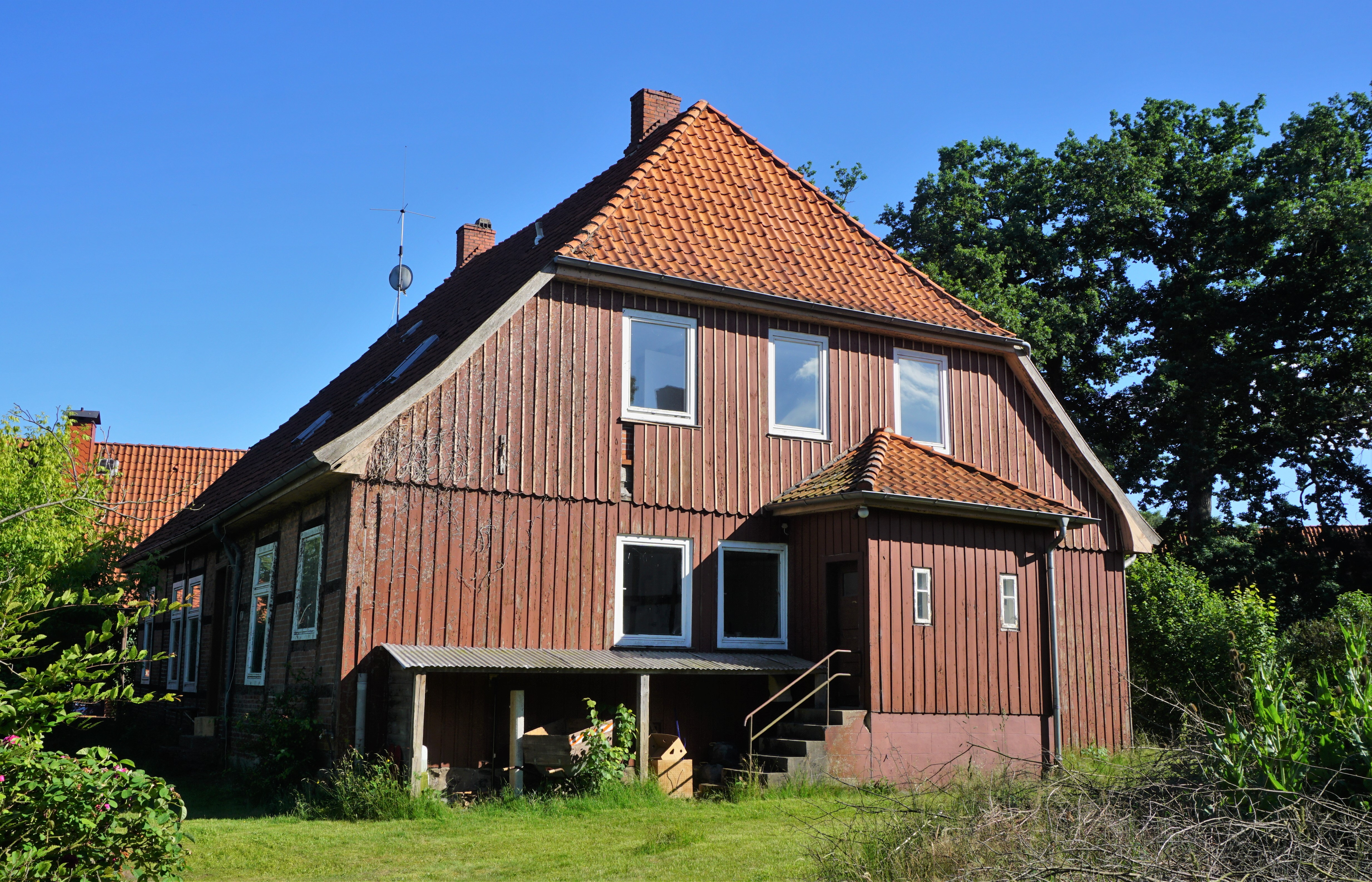
Ansicht von Norden

Das Wichmannsburger Pfarrhaus ist ein unter Denkmalschutz stehendes Fachwerkhaus in Wichmannsburg in der Einheitsgemeinde Bienenbüttel im niedersächsischen Landkreis Uelzen. Das Gebäude gehört zur Kirchengemeinde der St.-Georgs-Kirche und steht derzeit leer.

## Lage
Das Pfarrhaus befindet sich im Zentrum des historischen Ortskern Wichmannsburgs an der Kreisstraße 1. Direkt nördlich und südlich liegt jeweils ein Wohnhaus. Die St.-Georgs-Kirche steht wenige hundert Meter nördlich. Östlich verläuft die Ilmenau, durch die der zugehörige Pfarrgarten begrenzt wird.

## Geschichte

### Burganlage auf dem Pfarrhausgelände
Nachdem bereits Wichmann I. im 10. Jahrhundert eine Burg an der Ilmenau erbaut hatte, errichtete auch Wasmud aus dem Adelsgeschlecht Meding im Jahr 1361 eine Burg in Wichmannsburg. Diese Burg errichtete Wasmud von Meding zu Teilen auf dem heutigen Grundstück des Wichmannsburger Pfarrhauses. Die letzten Überreste der Burg wurden im 19. Jahrhundert abgetragen. Die steile Böschung auf dem Gelände ist die letzte Spur des ehemaligen Bauwerks.

### Baugeschichte
Bereits der Vorgängerbau von 1750 zeichnete sich durch eine reine Wohnfunktion aus, was im 18. Jahrhundert in Nordwestdeutschland noch als Ausnahme galt. Der reine Wohnbau des Zimmermeisters Kneese war ein eingeschossiger Fachwerkbau mit Ziegelausfachung und einem Pfannendach. Wie das ebenso von Kneese fertigstellte Pfarrhaus in Bad Bevensen aus dem Jahr 1734 charakterisierte den Bau in Wichmannsburg ein differenziertes Raumprogramm und kostspielige Baumaterialien.
Anfang des 19. Jahrhunderts wurde die teilweise oder vollständige Trennung zwischen landwirtschaftlicher Funktionsbereichen und Wohnbereichen wesentlich populärer. Der heutige Pfarrhausbau in Wichmannsburg wurde 1808 fertiggestellt und gilt als frühes und wichtiges Beispiel einer geglückten vollständigen Trennung und der Einrichtung eines eigenen Wirtschaftsgebäudes. Der Neubau des Baumeisters Sommer war notwendig, da der Vorgängerbau samt Nebengebäude bereits nach 60 Jahren stark baufällig war. Der Wichmannsburger Bau aus dem Jahr 1808 diente als ein Prototyp für Pfarrhäuser in der Region. Ähnliche Pfarrhäuser wurden vermehrt ab Mitte des 19. Jahrhunderts in der Umgebung errichtet.

### Derzeitige Situation
Das Pfarrhaus befindet sich derzeit in einem schlechten Zustand und ist dringend sanierungsbedürftig. Seit 2015 steht das Gebäude leer und dient nicht mehr als Wohnsitz des örtlichen Pastors. Da ein Neubau kostengünstiger wäre, wurde zunächst durch die örtliche Kirchengemeinde ein Abriss des Pfarrhauses beschlossen. Daraufhin setzte sich unter anderem die deutschlandweit tätige Interessengemeinschaft Bauernhaus für den Erhalt des Gebäudes ein. Ein Abriss des Gebäudes wird jedoch nicht mehr weiterfolgt, da die Denkmalbehörde 2019 den Denkmalschutz des Gebäudes nicht fallen ließen.
Der Pfarrgarten wird als Begegnungsort genutzt und bietet Raum für Veranstaltungen.

## Architektur
Das Wichmannsburger Pfarrhaus ist ein zweistöckiger Fachwerkbau mit Ziegelausfachung. Das Krüppelwalmdach ist mit roten Dachziegeln gedeckt. Zur Straßenseite hin weist das Gebäude eine mit Holz verkleidete Dachgaube auf. Nördlich schließt ein kleiner Vorbau an das Gebäude an.
Auf wen der Entwurf des Pfarrhauses zurückgeht, ist nicht belegt. Die bedeutsame Ähnlichkeit zum nicht realisierten Entwurf des Barumer Pfarrhauses aus den Jahren 1825/26 legt nahe, dass der Architekt des Wichmannsburger Pfarrhauses den Bau ebenfalls geplant hat oder zumindest den leitenden Architekten kannte.